# Tkinter
Tkinter (від англ. Tk interface) — багатоплатформна графічна бібліотека інтерфейсів на основі засобів Tk (широко розповсюджена у світі GNU/Linux та інших UNIX подібних систем, портована в тому числі і на Microsoft Windows, Apple Mac OS), поширювана з відкритими вихідними текстами, написана Стіном Лумхольтом (Steen Lumholt) і Гвідо ван Россумом. Входить у стандартну бібліотеку Python.
Бібліотека Tkinter не реалізує власний інтерфейс до бібліотеки Tk, а забезпечує конвертування звернень Python в звернення Tcl — мови, яка тісно інтегрована з Tk. Таким чином Tkinter є обгорткою для Tcl/Tk.

## Приклад програмиHello world!

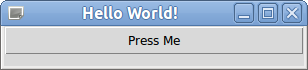
Результат виконання програми в середовищі GNOME

```
from
 
tkinter
 
import
 
*

def
 
button_clicked
():

    
print
(
"Hello World!"
)

mw
 
=
 
Tk
()

mw
.
title
(
"Hello World!"
)

mw
.
geometry
(
'300x40'
)

button
 
=
 
Button
(
mw
,
 
text
=
"Press Me"
,
 
command
=
button_clicked
)

button
.
pack
(
fill
=
BOTH
)

mw
.
mainloop
()

```